# Eukoenenia bouilloni
Eukoenenia bouilloni är en spindeldjursart som beskrevs av Bruno Condé 1980. Eukoenenia bouilloni ingår i släktet Eukoenenia och familjen Eukoeneniidae. Inga underarter finns listade i Catalogue of Life.